# Pseudagrion ustum
Pseudagrion ustum – gatunek ważki z rodziny łątkowatych (Coenagrionidae).